# Amanda Gurgel
Amanda Gurgel de Freitas (Natal, 1 de agosto de 1981) é uma professora, militante trotskista e política brasileira filiada ao Partido Socialismo e Liberdade (PSOL).

## Biografia
Professora do ensino médio de Natal, é graduada em Letras pela Universidade Federal do Rio Grande do Norte e especialista em Educação de Jovens e Adultos pela mesma instituição. Ainda na Universidade, em 2001, ingressou no Movimento estudantil, se tornando diretora de seu DCE.
Durante seu ativismo universitário, Amanda era próxima politicamente do Partido dos Trabalhadores (PT). Ao passar a militar como sindicalista, entretanto, se afastou desse partido ao criticar sua atuação no Sindicato de Professores de Natal, e se aproximou do Partido Socialista dos Trabalhadores Unificado (PSTU), da qual se tornou militante em 2010.
Em 2011, por conta de uma atividade de sua militância, participou de um audiência pública na Assembleia Legislativa do Rio Grande do Norte. Seu depoimento sobre a precariedade do ensino público no Estado e sua experiência difícil como professora de língua portuguesa causou grande repercussão nas mídias sociais, o que fez, por exemplo, com que ela fosse convidada a participar do programa Domingão do Faustão, da Rede Globo, em maio de 2011.
Desde 2019, é mestranda em Educação pela Universidade Federal do Rio Grande do Sul.

## Carreira política
Concorreu ao cargo de vereadora de Natal na eleição municipal de 2012 pelo PSTU, seu partido na época. Elegeu-se como a vereadora mais votada na história da cidade, com 32.819 votos.
Atuou em defesa do processo de impeachment da então governadora Rosalba Ciarlini (DEM), assinando o pedido junto a outros representantes dos movimentos sociais e trabalhadores, e como uma das principais opositoras do prefeito Carlos Eduardo Alves (PDT) devido às suas políticas de educação, saúde pública, mobilidade urbana e assistência social.. Foi autora de projetos de lei como o "Cuscuz Alegado", que regulariza o acesso à merenda escolar pelos professores e técnicos de escolas municipais, o Passe Livre Estudantil em Natal e o PL 13/2015 que estabelece a remuneração do prefeito, do vice-prefeito e do vereador equivalente ao dobro do piso salarial nacional para professores da rede de ensino básico.
Tentou a reeleição no pleito de 2016, porém não conseguiu repetir o fenômeno eleitoral. Apesar de ter obtido 8.002 votos (aproximadamente 25% de sua primeira votação) e ter sido a segunda colocada, não conseguiu ser eleita em razão de seu partido não ter realizado nenhuma coligação e não ter alcançado o quociente eleitoral necessário. Sendo assim, Amanda retornou à sala de aula, reassumindo a função de professora, da qual havia se licenciado durante o mandato. 
Após romper com o PSTU, em julho de 2016, junto com outros militantes se organizaram no Movimento por uma Alternativa Independente e Socialista (MAIS). No final de julho de 2017, o MAIS aprovou seu ingresso no Partido Socialismo e Liberdade (PSOL), como corrente interna do partido. Assim, Amanda se filia a legenda como pré-candidata a deputada nas eleições de 2018, porém decidiu não candidatar-se em 2018, e nem em 2020, para qualquer cargo público. 